# Thiratoscirtus tenuis
Espèce
Thiratoscirtus tenuis est une espèce d'araignées aranéomorphes de la famille des Salticidae.

## Distribution
Cette espèce se rencontre au Mozambique, en Angola, au Burundi et en Ouganda.

## Description
La carapace des mâles mesure de 3,3 à 3,6 mm de long sur de 3,0 à 3,1 mm et l'abdomen de 3,0 à 3,6 mm de long sur de 1,9 à 2,1 mm.

## Systématique et taxinomie
Cette espèce a été décrite par Wesołowska et Wiśniewski en 2023.

## Publication originale
- Wesołowska & Wiśniewski, 2023 : « A contribution to thiratoscirtines from Central Africa with description of new genera and species (Araneae: Salticidae: Thiratoscirtina). » Annales Zoologici, vol. 73, no 3, p. 375-387.